# Марей-ан-Перигор
Марей-ан-Перигор (фр. Mareuil en Périgord) — муніципалітет у Франції, у регіоні Нова Аквітанія, департамент Дордонь. Марей-ан-Перигор утворено 1 січня 2017 року шляхом злиття муніципалітетів Боссак, Шампо-е-ла-Шапель-Помм'є, Ле-Грольж, Легіяк-де-Серкль, Марей, Монсек, Пюїреньє, Сен-Сюльпіс-де-Марей i В'є-Марей. Адміністративним центром муніципалітету є Марей. Населення — 2303 особи (01.01.2021).